# Mesostenus tricarinatus
Mesostenus tricarinatus är en stekelart som beskrevs av Cameron 1906. Mesostenus tricarinatus ingår i släktet Mesostenus och familjen brokparasitsteklar. Inga underarter finns listade i Catalogue of Life.